# Descongestionante nasal
Descongestionante nasal é uma substância ou medicamento utilizado para desobstruir as vias respiratórias superiores, quando as mesmas estão obstruídas por muco devido a gripes ou resfriados. Na maior parte dos descongestionantes, o principal ingrediente é pseudoefedrina ou fenilefrina. Corticosteroides intranasais também podem ser utilizados como descongestionantes, assim como anti-histamínicos podem ser utilizados para aliviar sintomas como coriza, coceira nasal e espirros. Podem ser consumidos através do nariz, por via tópica, ou por via oral.

Descongestionantes de uso tópico, apresentados em diluição (0.05-0.1%) atuam produzindo vasoconstrição local.
O seu uso continuado deve ser evitado, já que pode provocar dependência psicológica  e comprometimento das funções ciliares da mucosa nasal, gerando rinite atrófica e anosmia.
Normalmente são compostos contendo cloreto de sódio, cloreto de benzacônio, cloridrato de oximetazolina e cloridrato de fenoxazolina.

## Uso clínico
Descongestionantes são usados para tratar a congestão nasal, por exemplo, em alergias, infecções como o resfriado comum, a gripe e a infecção sinusal e pólipos nasais.
Uma revisão da Cochrane de 2016 encontrou evidências insuficientes para apoiar o uso de corticosteroides intranasais no alívio dos sintomas do resfriado comum; no entanto, a revisão baseou-se em três ensaios e a qualidade da evidência foi considerada muito baixa.

## Farmacologia
A maioria dos descongestionantes age aumentando a atividade noradrenalina (norepinefrina) e adrenalina (epinefrina) ou adrenérgica, estimulando o receptor α1-adrenérgico, já que eles mediam a vasoconstrição e a constrição da vascularização nasal causa descongestão da mucosa nasal. Isso induz a vasoconstrição dos vasos sanguíneos no nariz, garganta e seios paranasais, o que resulta em redução de inflamação (inchaço) e formação de muco nessas áreas.
Sprays nasais descongestionantes e colírios oculares frequentemente contêm oximetazolina e são usados para descongestionamento tópico. A pseudoefedrina age de maneira indireta no sistema de receptores adrenérgicos, enquanto a fenilefrina e a oximetazolina são agonistas diretos. Os efeitos não são limitados ao nariz e esses medicamentos podem causar hipertensão (pressão alta) por meio da vasoconstrição; é por isso que as pessoas com hipertensão são aconselhadas a evitá-los. A maioria dos descongestionantes, no entanto, não é pronunciada estímulo, devido à falta de resposta de outros adrenoreceptores. Além da hipertensão, os efeitos colaterais comuns incluem insônia, ansiedade, tontura, excitabilidade e nervosismo.
Os descongestionantes tópicos nasais ou oftálmicos desenvolvem rapidamente taquifilaxia (uma rápida diminuição da resposta a um medicamento após doses repetidas em um curto período de tempo). O uso a longo prazo não é recomendado, já que esses agentes perdem eficácia após alguns dias.

### Efeitos adversos
- Nariz seco ou irritado
- Dores de cabeça
- Insônia
- Ansiedade
- Tontura
- Agitação
- Hipertensão (em casos de uso prolongado)
- Aumento da frequência cardíaca

O uso prolongado de descongestionantes nasais pode fazer com que a eficácia do medicamento diminua com o tempo. É importante seguir as instruções de uso e não usar o medicamento por períodos prolongados sem consultar um médico.

## Descongestionantes disponíveis no Brasil

### Vasoconstritores diretos
- Fenilefrina
- Oximetazolina
- Nafazolina

### Simpatomiméticos
- Pseudoefedrina

### Corticosteroides de uso tópico
- Budesonida
- Fluticasona